# Imagegestützter Scheckeinzug
Durch die Einführung des imagegestützten Scheckeinzugsverfahren (ISE-Verfahren) durch die Deutsche Bundesbank in Verbindung mit der deutschen Kreditwirtschaft, zum 3. September 2007, soll das Scheckeinzugsverfahren modernisiert und vereinfacht werden.
Im ISE-Verfahren wird das eingescannte Bild (Image) des Schecks – ab einem Betrag von 6.000 Euro – zusammen mit dem Clearing-Datensatz im Rahmen der Datenfernübertragung an die Deutsche Bundesbank weitergeleitet.
Dieses Verfahren ermöglicht eine kostengünstigere Verarbeitung der Schecks, da der körperliche Transport der Schecks, die Scheckcodierung und das Erstellen von Korrekturhüllen u. a. bei beschädigten Schecks entfällt.

## Pflichten

### Aktive ISE-Pflicht
Die erste Inkassostelle scannt den Scheck, wandelt ihn in ein elektronisches Bild (Image) und erstellt einen Clearingdatensatz. Dieses kann auch mittels eines Dienstleisters erfolgen.

### Passive ISE-Pflicht
Das bezogene Kreditinstitut nimmt die ISE-Clearingdatensätze auf und holt die Imagedatensätze im ExtraNet der Bundesbank ab.

## Scheckeinlösung im ISE-Verfahren
Über die Einlösung des Schecks entscheidet das bezogene Kreditinstitut anhand des Images.
Jedoch ist eine Anforderung des Originalschecks während der Aufbewahrungsfristen (3 Jahre ab Jahresende des Entstehungsjahres) möglich.

## Nichteinlösung im ISE-Verfahren
Für die Nichteinlösung des ISE-Schecks müssen die scheckrechtlichen Voraussetzungen vorliegen:
- fristgerechte Vorlage des Schecks (Art. 29 Scheckgesetz)
- Feststellung der Nichteinlösung sowie
- fristgerechte Rückrechnung (Art. 41 Scheckgesetz)

Es erfolgt anschließend eine Prüfung der Deutschen Bundesbank ob die Voraussetzungen des Artikels 40 Scheckgesetz (Rückgriff mangels Zahlung) vorliegen.

## Rechtliche Grundlagen
Rechtliche Grundlage ist die „Verordnung über Abrechnungsstellen im Scheckverkehr“ (Abrechnungsstellenverordnung) vom 5. Oktober 2005. Sie löst die „Verordnung über Abrechnungsstellen im Wechsel- und Scheckverkehr“ vom 10. November 1953 ab.
Über die neu gestaltete Verordnung wird die Deutsche Bundesbank als Abrechnungsstelle im Sinne des Art. 31 Abs. 1 Scheckgesetz eingesetzt und ermöglicht die Einlieferung der Scheckimages mittels elektronischer Datenfernübertragung.
Die Einlieferung eines vollständigen Abbildes des Schecks (d. h. Vorder- und Rückseite) per Datenfernübertragung ersetzt die beleghafte Einlieferung der Schecks. Die Images sind beleghaft aufgelieferten Schecks gleichgestellt.
Für die Einhaltung der Vorlegungsfristen nach Artikel 29 Scheckgesetz ist der Tag der elektronischen Einreichung bei der Abrechnungsstelle maßgeblich. Dieser Tag gilt auch für die Berechnung der Rückgabefristen nach dem Scheckabkommen.
Im Falle einer Nichteinlösung des Schecks bleiben die Rückgriffsansprüche grundsätzlich erhalten.

## Ablösung des GSE-Verfahrens
Das bisher für Schecks ab einer Betragsgrenze von 6.000 Euro geltende Großbetrags-Scheckeinzugsverfahren (GSE-Verfahren), bei dem neben der elektronischen Weiterleitung der Clearing-Datensätze auch die körperliche Vorlage der Schecks erforderlich war, wird durch das ISE-Verfahren abgelöst.